# Blaze and the Monster Machines
Blaze and the Monster Machines (Blaze y los Monster Machines en España) es una serie de televisión animada de Nickelodeon y Nick Jr. para DHX Media y Halifax Film, donde Blaze es el camión monstruo más increíble del mundo y su conductor no es otro que su mejor amigo de 8 años AJ. Ellos y sus amigos viven en una ciudad llamada Axle.

## Personajes
- Blaze: Es el héroe de Ciudad Axle y el corredor número 1. Rápido y temerario, es invencible en la pista de carrera gracias a su supervelocidad, pero además piensa rápido. Lo sabe todo sobre ciencia, tecnología, ingeniería y matemática. Cuando las cosas se ponen difíciles, utiliza sus conocimientos científicos para transformarse en una máquina. Blaze es el único camión en la ciudad con un conductor humano, su mejor amigo, AJ. Juntos comparten cada éxito y fracaso.
- AJ: Es el mejor amigo y conductor de Blaze. Es un niño de 8 años que adora la velocidad, volar alto y las grandes zambullidas. Es un experto en tecnología que lo sabe todo sobre las distintas máquinas y el cómo funcionan. Tiene unos guantes protectores que usa para dibujar sus diseños en el aire, al igual que un increíble casco con visor que actúa como una súper herramienta calculando las distancias, peso y velocidad. Cuando conduce, Blaze es capaz de superar cualquier desafío.
- Gabby: Es una mecánica de 9 años que sabe mucho de los camiones monstruo. Ella dirige el garaje de Ciudad Axle y el taller de lavado de camiones. Con sus herramientas cuida a todos los camiones de carreras de la ciudad. Te mide el aceite y te sube la suspensión, todo antes del almuerzo.
- Crusher: Es el gran rival de Blaze, es un cabezal de trailer egocéntrico que hará lo que sea para vencer a los otros corredores y llegar a la línea de llegada. Hacer trampa es su especialidad, por lo que nada está fuera de los límites con tal de ganar. Constantemente construye aparatos para detener a Blaze y a sus amigos, Pero sus planes nunca salen bien y se comporta como un bebé.
- Pickle: Es el entusiasta y poco valorado compañero de Crusher. Él es un mini camión monstruo cuyo trabajo consiste en intentar ser la voz de la conciencia de Crusher. Desafortunadamente, sus buenos consejos no son escuchados, pero a pesar de todo, Pickle está siempre ahí para su amigo. Especialmente cuando sus planes salen mal y Crusher recibe su merecido.
- Stripes: Es un camión tigre que siempre está listo para la acción. Con su rugido, él brinca y se abalanza sobre las cosas como un gato y siempre está saltando y escalando. Tiene garras de tigre que lo ayudan a escalar árboles o cualquier otra superficie. También tiene supersentidos, especialmente el del olfato.
- Derington: Le encanta alardear con sus increíbles trucos y acrobacias. A pesar de ser poco realista sobre lo que puede hacer y lo que no, es un competidor temerario que nunca permite que un par de caídas lo detengan de soñar un poco.
- Zeg: En parte triceratops y en parte máquina monstruosa, es el mejor amigo prehistórico de Blaze. Sus actividades favoritas son aplastar y devastar, pero pese a esas tendencias brutales en realidad es delicado, gentil y con una gran risa amorosa.
- Starla: Es una divertida vaquera y máquina monstruosa. Experta con el lazo en las carreras, nunca teme expresarse a través de alguna ocasional canción campestre o con algún grito como “¡Yee-haw!”. Ella fue la única Monster Machine mujer hasta que Watts fue adaptada en la temporada 3.
- Watts: Apareció en el episodio Amigos Veloces y es un camión con "carga eléctrica" cuya mejor amiga es Gabby. Ella es la segunda Monster Machine mujer después de Starla.

### Personajes especiales
- Bump Bumperman: es el conductor de carreras del Domo Monster.

- Gasquatch: es un amigo lodoso de Blaze.

- Swoops: es un helicóptero.

- Speedrick: es un auto de carreras que hace cosas malas a los demás.

- Paulina: es una pizzera.

- Bam, Nelson y Bunk: son los animales de la Isla Animal.

- Floppy: es un dinosaurio de Zeg.

- Joe y Gus: son los fanes de Blaze.

- Los Caballeros Reales: son 4 caballeros de los 4 colores: violeta, amarillo, verde y blanco. Aparecen en el episodio 7 de la temporada 2.

- Zorro: es un zorro que apareció en el episodio del genio mágico. Ella pensaba que era una fruta y es una de las gemas del genio.

- Abuela de Crusher: es la abuela de Crusher, Apareció en el episodio sobre los Ski Cohetes. Ella sabe tejer por ejemplo, una manopla.

- Jefe Bombero: es el jefe de los bomberos. Apareció en la Temporada 2 - episodio 1 en la serie.

- Yanta de palo: es un pirata que navega en su barco y siempre busca tesoros con su tripulación.

- Gran Esfinge: una esfinge que apareció en la temporada 2 - episodios 4 y 5 sobre la carrera hacia la cima del mundo.

- Santa: es un personaje legendario de Navidad.

- La Voz de Navidad: es el narrador del episodio Navidad Monster Machine.

- Rally, Fender y Dash: son los corredores más rápidos de la VeloCiudad.

- Ladrona de luces: apareció en el episodio Corredores Luminosos en la serie. Es un canguro que roba luces, ya que tiene miedo a la oscuridad.

- Lazard: es un camaleón que apareció en el episodio sobre la Isla de los Animales.

- Tooks: es un tucán que juega "jungle ball" junto con Blaze, AJ, Darington y Starla.

- Thunderwing: es el halcón más rápido del cielo.
- Chispitas: es un escarabajo de fuego que aparece en el capítulo
- Familia Pickle:

- Ben, Ken y Sven: son los primos de Pickle.

- Bebé Gherkin: es el bebé de Pickle.

- Lilly: es la hermana de Pickle.

- Milly y Frilly: las hermanas de Pickle.

- Tilly: es la hermana de Pickle.

- Abuelo de Pickle: es el abuelo de Pickle.

- Liebre: es un conejo que apareció en el episodio "Rescate en el Hielo".

- Comandante K. Megan McArthur: nació un 10 de agosto y es una astronauta. Ella arregla el satélite, además su cohete tiene propulsores hasta que chocó contra un asteroide.

- Cinturón Negro: es un ninja morado que apareció en los episodios "Ninja Blaze" y "Sopa Ninja".

- Oficial Anna: es una policía.

- Roarian: es un león volador.

- Genio: apareció en el episodio "Blaze y el Genio". Puede conceder deseos mediante las Joyas de los Deseos (Rojo, Azul y Verde).

- Abuela Ninja: es la abuela ninja de Cinturón Negro.

- Carneros: ovejas macho que tratan de obstaculizarle el camino a blaze y a sus amigos. Raros episodios ayudan a blaze en sus aventuras.

- Alces: Morgan, Marty y Bruce. Son 3 alces que ayudan a Blaze a salir de un bosque nevado y así poder rescatar a una liebre que se encuentra en un glaciar a punto de derretirse.

## Reparto
| Personaje | Actor de voz original (Estados Unidos)                                                         | Actor de doblaje (Latinoamérica) |
| --------- | ---------------------------------------------------------------------------------------------- | --- |
| Blaze     | Nolan North                                                                                    | Reinaldo Rojas |
| AJ        | Dusan Brown (Temporada 1) Caleel Harris (Temporada 2-3) Ramone Hamilton (Temporada 4-presente) | Lileana Chacón |
| Gabby     | Angelina Wahler (temporada 1) Molly Jackson (desde la temp. 2)                                 | Melanie Henríquez (temporada 1) Leisha Medina (solo la temporada 2) Yojeved Meyer (solo la temporada 3) Sofía Narváez (temporada 4-presente) |
| Crusher   | Kevin Michael Richardson                                                                       | Luis Miguel Pérez (temporada 1-3) Ángel Mujica (temporada 4-presente)                                                                        |
| Pickle    | Nat Faxon                                                                                      | Fernando Márquez (temporada 1-3) Armando Da Silva (temporada 4-presente)                                                                     |
| Stripes   | Sunil Malhotra                                                                                 | José Gregorio Quevedo (temporada 1-4) Daniel Contreras (temporada 5-presente)                                                                |
| Darington | Alexander Polinsky                                                                             | Ángel Lugo |
| Zeg       | James Patrick Stuart                                                                           | Rolman Bastidas (temporada 1-3) Juan Guzmán (temporada 4-presente)                                                                           |
| Starla    | Kate Higgins                                                                                   | Rebeca Aponte (Temps. 1-4) Sofía Narváez (Temp 5-) María Fernanda González (Temp. 5 - Ep. 5) Lileana Chacón (algunos episodios)              |
| Watts     | Melanie Minichino                                                                              | Kelly Viloria |

## Voces adicionales

### Actores (+21)
- Jeff Bennett
- Fred Tatasciore
- Nat Faxon
- Kevin Michael Richardson
- David Shatraw
- Keith Ferguson
- Danica Patrick
- Chase Elliott
- Jimmie Johnson
- Kasey Kahne
- Jess Harnell
- Sirena irwin
- Kate Higgins
- Cedric Yarbrough
- Eric Morgan Stuart
- Nika Futterman
- Charlie Adler
- Cree Summer
- Amber Hood
- Hynden Walch
- Tara Strong
- Cristina Valenzuela
- Susan Silo
- Joe Manganiello
- Anthony Anderson
- Mayim Bialik
- Bob Joles
- Carl Reiner
- Melissa Rauch
- Billy Ray Cyrus
- Kelsea Ballerini
- Darius Rucker
- Steve Little
- Chris Parnell
- Judy Greer
- Wendi McLendon-Covey
- Stephanie Courtney
- Jim Rash
- Jenna Dewan
- K. Megan McArthur
- DJ Khaled
- Dempsey Pappion
- Nia Long
- Regi Davis
- Justin Guarini
- Jo Marie Payton–Downs

### Actores (-21)
- Evan Agos
- Connor Andrade
- Juliet Donenfeld
- Leo Gragnani
- Emma Sloan Jacobs
- Destiny Ochoa
- Charlie Townsend
- Cate Gragnani
- Jack Fisher

### Cantantes
- Scott Krippayne
- Seann Bowe
- Matthew Tishler
- Tommy Leonard